# Khassa Camara
Khassa Camara (né le  22 octobre 1992 à Châtenay-Malabry) est un footballeur international mauritanien. Il évolue actuellement en Grece au Marko FC.

## Biographie
Formé à l'ES Troyes AC, il joue ses premières minutes en Ligue 1 le 16 mars 2013. En fin de saison, le club est relégué en deuxième division, et la saison suivante, Camara joue sept matchs en Ligue 2 et est sélectionné avec l'équipe de Mauritanie pour la première fois en 2013 contre le Canada.
La saison suivante, il joue peu avec l'équipe première de l'ESTAC et, en janvier 2015, il est prêté à l'Union sportive Boulogne Côte d'Opale qui évolue alors en troisième division.
Le 9 septembre 2015 il signe un contrat de 2 ans avec le PAE Ergotelis Héraklion en deuxième division grecque,.

## Palmarès
- Champion de France de deuxième division en 2015 avec l'ES Troyes AC